# Albercoc

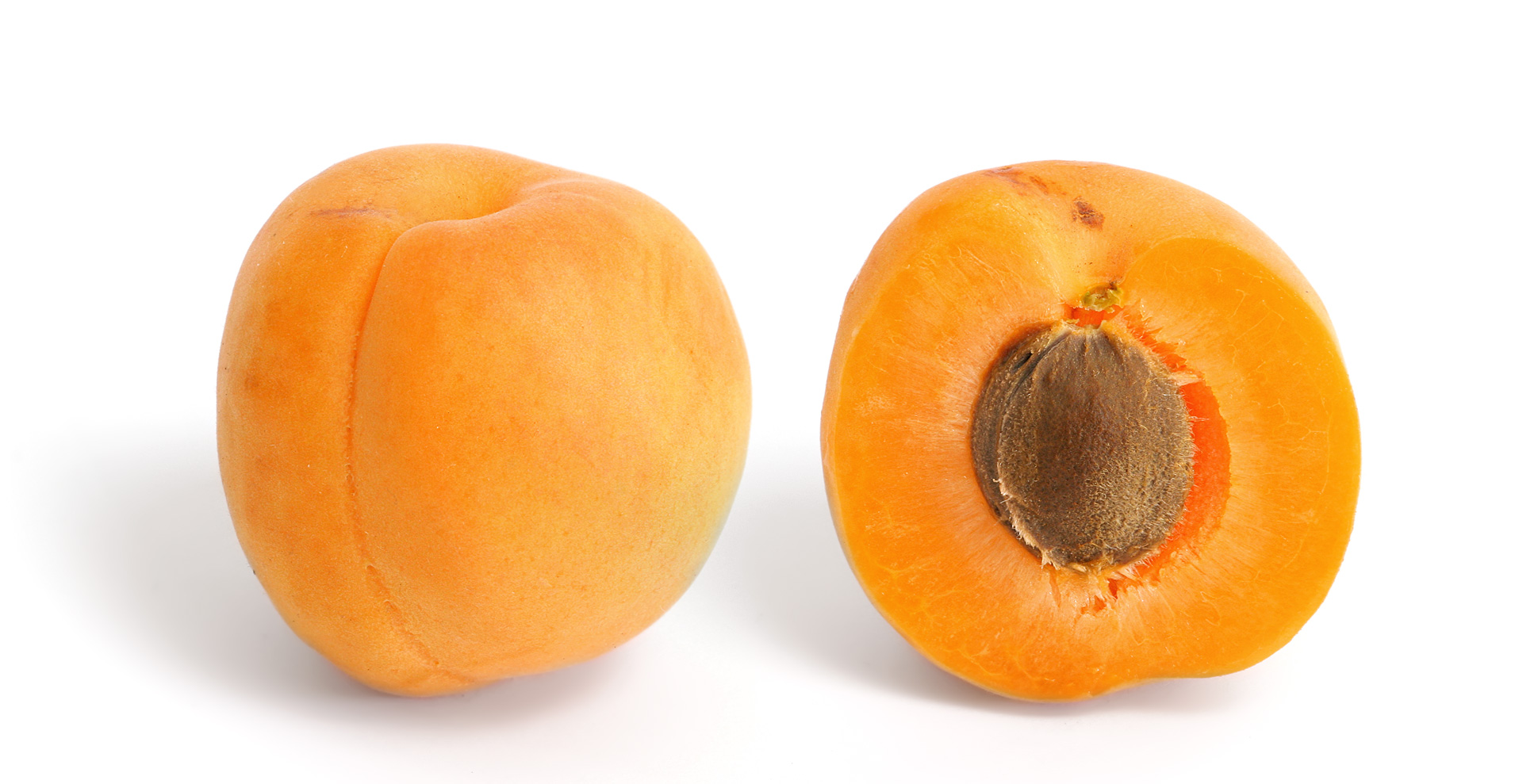
Albercocs

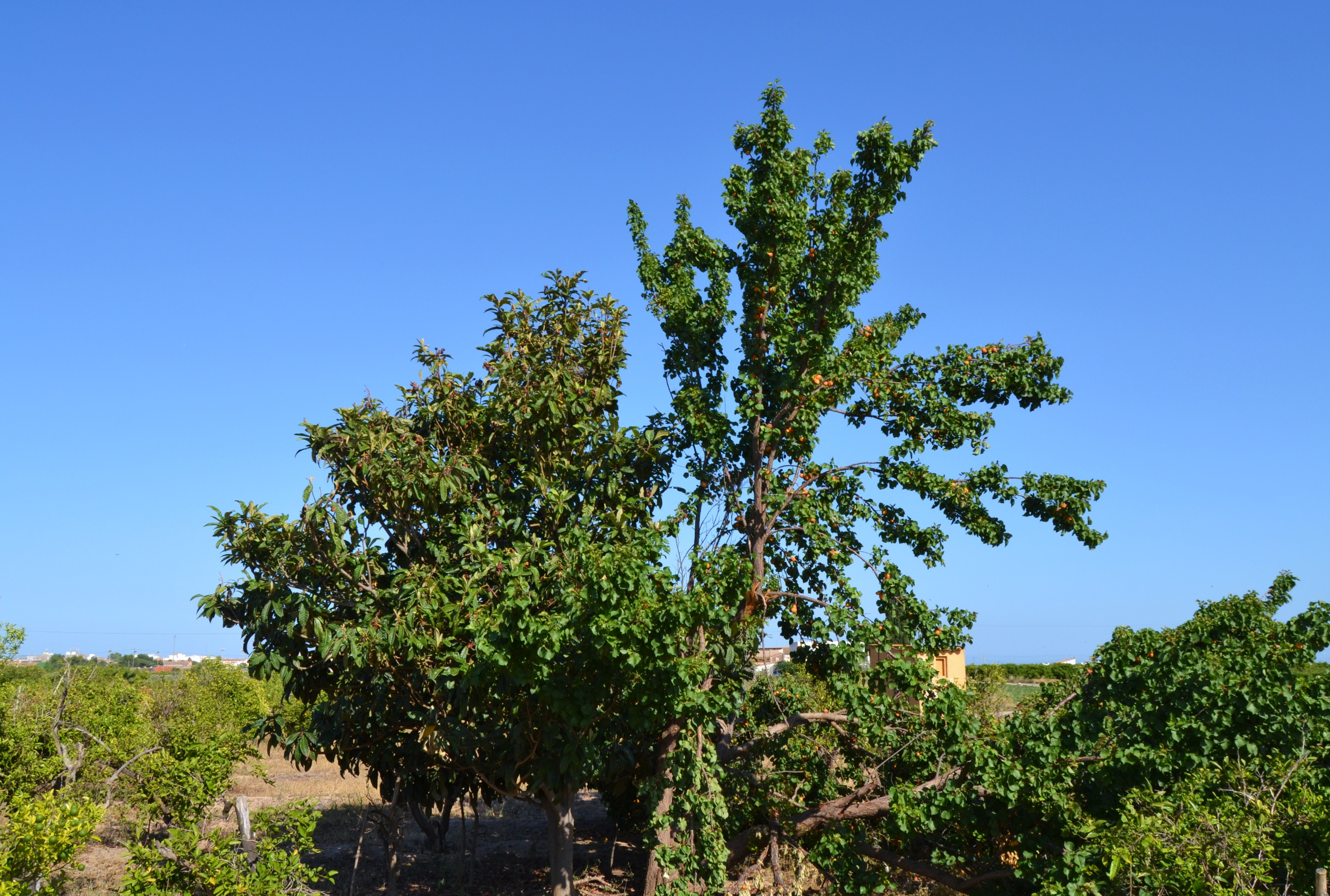
Albercoquer a Mauella

L'albercoc ( ? i  escolteu-ne la pronunciació en català occidental) és el fruit de l'albercoquer, un arbre de la família de les rosàcies. El nom científic de l'albercoquer és Prunus armeniaca (pruna d'Armènia) i pertany al gènere Prunus.
A banda d'albercoc, arreu dels Països Catalans existeixen múltiples variants lingüístiques per designar-lo: abercoc, abrebaracoc, abricoc, abricocs, abricot, alalbricoc, albaricoc, albecroc, albericoc, albircoc, ambercoc, amercoc, aubercoc, aubericoc, aurecoc, baracoc, barracoc, benacroc, berecroc, bericoc, bricoc, bricot, brioc, mercoc, obrecoc i ubercoc.

## Etimologia
L'origen de la paraula albercoc és llatí. Els romans anomenaven aquesta fruita persica praecocia (traduït literalment: 'préssec precoç') perquè l'albercoc s'assembla al préssec i madura abans que ell. Del llatí passà al grec, que era la llengua culta, a través d'un calc fonètic, i es va anomenar πραικόκιον (praikókion).
La paraula catalana albercoc prové de l'àrab أَلْبَرْقُوق (al-birqûq/barqûq), que al seu torn la manllevà del grec bizantí o medieval βερικοκκίᾱ (berikokkíā, 'albercoquer'), derivat del grec tardà. A partir d'aquest punt es va estendre a totes les llengües romàniques i germàniques.

## Espècie
Els albercocs són espècies pertanyents a la família Prunus Armeniaca. La posició taxonòmica de P. brigantina està en disputa. S'agrupa amb espècies de pruna segons seqüències d'ADN de cloroplast, però està més estretament relacionat amb espècies d'albercoc segons seqüències d'ADN nuclear.
- Prunus armeniaca: albercoc comú, àmpliament conreat mundialment pels seus fruits i nucli comestibles.
- Prunus brigantina: albercoc de Briançon, originari d'Europa, conreat per la seva fruita comestible i el seu nucli productor d'oli.
- Prunus cathayana - originari d'Hebei (la Xina).
- Prunus dasycarpa: albercoc morat, conreat a l'Àsia central i zones adjacents pels seus fruits comestibles.
- Prunus hongpingensis: albercoc d'Hongping, originari de Shennongjia, conreat pel seu fruit comestible.
- Prunus hypotrichodes - originari de Chongqing.
- Prunus limeixing: conreat al nord de la Xina pels seus fruits comestibles.
- Prunus mandshurica: albercoc de Manxúria, originari del nord-est asiàtic, conreat pel seu nucli; els fruits d'alguns conreus són comestibles.
- Prunus mume: albercoc del Japó, originari del sud de la Xina, àmpliament conreat per la seva bella flor i fruita comestible.
- Prunus sibirica: albercoc siberià, originari de Sibèria, Mongòlia, el nord de la Xina i Corea, conreat pel seu nucli.
- Prunus zhengheensis: albercoc de Zhenghe, originari de Fujian.

## Descripció
És un fruit carnós, una drupa, de forma arrodonida, amb un nucli dur que conté una sola llavor gran.
La carn n'és dolça, poc sucosa, de color groc ataronjat, i ferma. El contingut en carotè és el que li dona el color taronja; l'albercoc és ric en pectines que s'inflen fàcilment amb aigua, fenomen que li dona suavitat. L'albercoc se separa fàcilment seguint la ranura mitjana.
La pell n'és vellutada, el color de la qual pot anar del color groc al vermell; de vegades està tacada amb petites pigues. L'albercoc és un fruit comestible. El color vermell no garanteix la maduresa (el grau de maduresa és apreciat per la fragància i la flexibilitat de la fruita), i l'albercoc madura després de collir-lo: és climatèric.

## Història
L'albercoc és, com el préssec, un fruit de pinyol del gènere Prunus, originari de la Xina.
Els albercoquers salvatges creixen principalment a la cadena de muntanyes de Tian Shan, a l'Àsia central (Kirghizstan i Xinjiang) i en diverses regions de la República Popular de la Xina (Gansu, Hebei, Henan, Jiangsu, Liaoning, Nei Mongol, Ningxia, Qinghai, Shaanxi, Shandong, Shanxi, Sichuan), així com a Corea i al Japó.
L'albercoc es conrea a la Xina des de fa més de 2.000 anys. A causa d'aquest antic cultiu en àmplies zones del territori xinès occidental i septentrional, és difícil determinar-ne la distribució originària exacta, ja que no és possible saber quines formes són realment salvatges i quines s'han escapat del conreu. No obstant això, els darrers estudis sobre l'estructura genètica de les poblacions permeten afirmar que el centre de diversitat de l'albercoc es troba a Xinjiang. La seva empremta genètica hi és molt abundant.
La introducció de l'albercoc al Pròxim Orient es va fer a través de l'Iran (en persa, albercoc es diu zerdalou) i a Armènia, vora el segle I aC. Els romans, i després els grecs, van conèixer llavors l'albercoc.
El nom científic d'armeniaca l'utilitzà per primera vegada el naturalista suís Gaspard Bauhin (en Pinax Theatri Botanici). La creença de l'origen armeni va ser sostinguda per Carl von Linné, que batejà l'espècie com a Prunus armeniaca (1753). Segons Augustin Pyramus de Candolle (Origen de les plantes cultivades, 1882), seria el botànic Joseph Decaisne el primer a sospitar l'origen xinès de l'arbre.
Uns segles després de la seva arribada a Armènia, el cultiu de l'albercoc es va establir també a Grècia, la península Itàlica, Síria, Turquia i el Kurdistan.

## Conreu

### Maduresa
L'albercoc és un fruit climatèric que, com el tomàquet o el plàtan, presenta una crisi respiratòria durant la maduració, caracteritzada per un fort augment de la respiració, acompanyada de la producció d'etilè. Quan el fruit encara és a l'arbre, la taxa de maduració es correlaciona amb l'alliberament d'etilè. Tan bon punt es produeix l'alliberament d'etilè, el fruit evoluciona ràpidament cap a la maduresa.

### Varietats
Entre les moltes varietats existents, les que es produeixen als Països Catalans són:
- Albercoc vermell del Rosselló: es cultiva a Catalunya Nord. Té el certificat de Denominació d'Origen Protegida. Es cullen a les acaballes del mes de maig. A Ribesaltes es fa una festa en el seu honor.[21]
- Albercoc Helena: es cultiva a Catalunya Nord.[21]
- Albercoc Royal: es cultiva a Catalunya Nord.[21]
- Albercoc Treats: es cultiva a Catalunya Nord.[21]
- Albercoc Galta Vermella: es cultiva principalment a les Illes Balears. El poble de Porreres n'és l'epicentre.[22]
- Albercoc Morro de Bou: es cultiva principalment a Mallorca.[23]
- Albercocs de Menorca: a Menorca hi ha més de 30 varietats d'albercoc.[24]

### Producció mundial

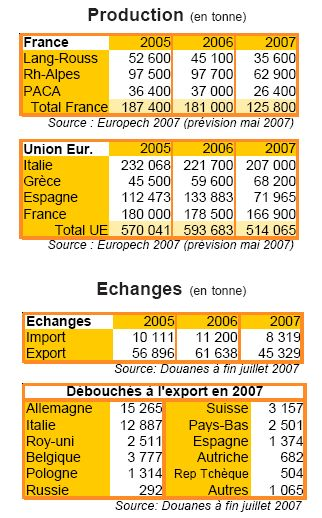
Producció d'albercoc a la Unió Europea entre 2005 i 2007

La producció mundial d'albercoc està dominada per Turquia, concretament a la regió de Malatya, amb unes 695.300 tones d'albercocs produïdes el 2009, seguit de l'Iran, amb 397.700 tones. La major part de la producció turca està destinada a l'assecatge.
| Albercoc Producció en tones. Xifres del 2017. Dades FAOSTAT (FAO) |         |
| Turquia                                                           | 985.000 |
| Uzbekistan                                                        | 532.565 |
| Itàlia                                                            | 266.372 |
| Algèria                                                           | 256.890 |
| Iran                                                              | 239.712 |
| Pakistan                                                          | 178.957 |
| Espanya                                                           | 162.872 |
| França                                                            | 148.500 |
| Afganistan                                                        | 131 816 |
| Marroc                                                            | 112.538 |

## Ús

### Ús culinari

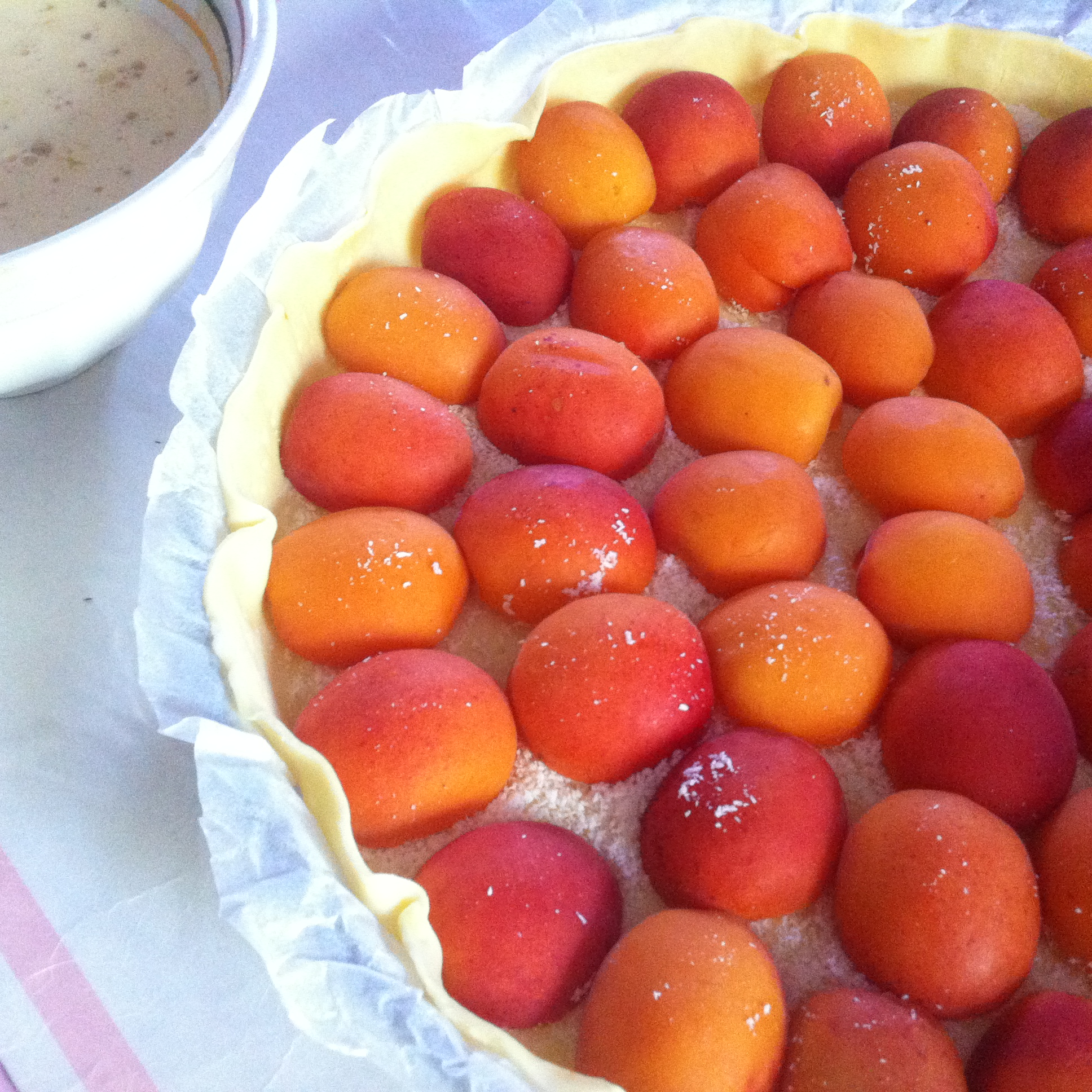
Un pastís d'albercoc

L'albercoc es consumeix fresc, però també sec (albercoc sec) o preparat de diverses maneres: compota, melmelada, pastissos, albercocs en almívar (en conserva), així com en plats salats, com el conill amb albercoc, el salmó amb orellanes d'albercoc o com a acompanyant al rocafort.
L'albercoc també es consumeix en nèctars, preparats a partir de puré d'albercoc, aigua i sucre. El nèctar d'albercoc, anomenat erròniament suc d'albercoc, de vegades es pot tallar lleugerament amb nèctar de préssec per suavitzar l'acidesa natural de l'albercoc.
En alguns països, com ara el Pakistan, també es menja el nucli de l'albercoc. Tot i això, cal tenir en compte que conté una substància cianogenètica anomenada amigdalina, que després de la hidròlisi allibera àcid cianhídric (cianur d'hidrogen). Aquesta activació només es produeix després de la ingestió. Concretament, la ingestió d'alguns nuclis d'albercoc no té perill, però el fet de menjar-ne diverses desenes comporta un risc mortal.
En les varietats comercialitzades als països europeus, aquesta ametlla es consumeix en oli (oli d'albercoc) i s'utilitza en la composició del persipà al nord d'Europa (a diferència del massapà, en què apareixen les ametlles), les famoses galetes amaretti i el licor amaretto agredolç a Itàlia. L'albercoquina és un aiguardent d'albercoc produït al centre de Valais. La més famosa prové d'una varietat molt antiga, Luizet. A Hongria, el palinka es pot preparar a partir d'albercocs, amb el nom de barack.

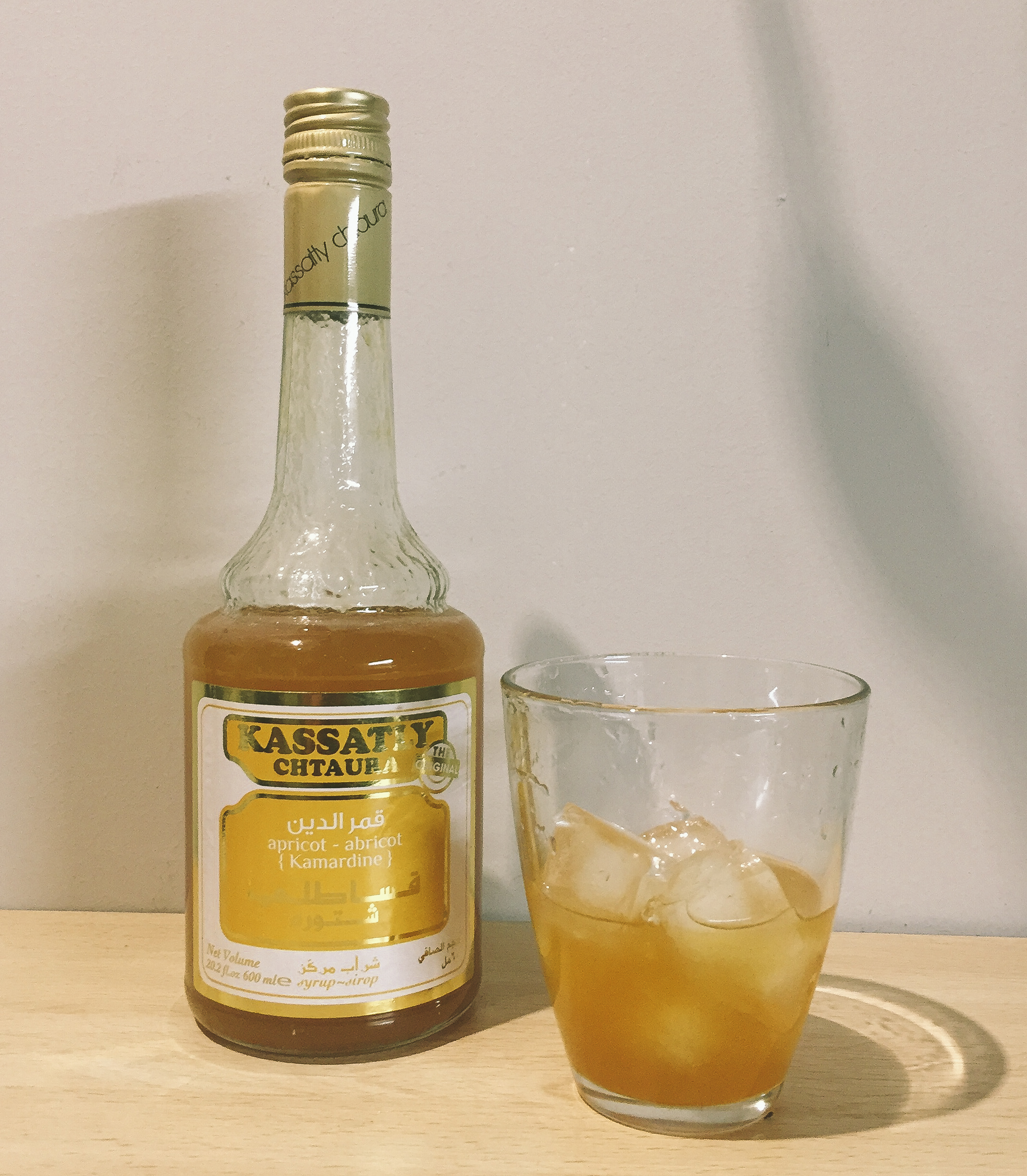
Xarop de Qamar Al-Deen

Entre les regions famoses pels seus albercocs secs hi ha el Ladakh indi i l'Aurès algerià. La Qamar Al-Deen, pasta d'albercoc sec que entra en la composició d'una beguda del mateix nom, és una especialitat de Síria.